# Idionella anomala
Idionella anomala är en spindelart som först beskrevs av Willis J. Gertsch och Ivie 1936.  Idionella anomala ingår i släktet Idionella och familjen täckvävarspindlar. Inga underarter finns listade i Catalogue of Life.